# Gore (Oklahoma)
Gore és un poble dels Estats Units a l'estat d'Oklahoma. Segons el cens del 2000 tenia 904 habitants.

## Demografia
Segons el cens del 2000, Gore tenia 850 habitants, 368 habitatges, i 257 famílies. La densitat de població era de 143,9 habitants per km².
Dels 368 habitatges en un 28,5% hi vivien nens de menys de 18 anys, en un 56% hi vivien parelles casades, en un 12% dones solteres, i en un 29,9% no eren unitats familiars. En el 26,9% dels habitatges hi vivien persones soles el 12% de les quals corresponia a persones de 65 anys o més que vivien soles. El nombre mitjà de persones vivint en cada habitatge era de 2,31 i el nombre mitjà de persones que vivien en cada família era de 2,78.
Per edats la població es repartia de la següent manera: un 23,9% tenia menys de 18 anys, un 8,8% entre 18 i 24, un 21,9% entre 25 i 44, un 26,9% de 45 a 60 i un 18,5% 65 anys o més.
L'edat mediana era de 42 anys. Per cada 100 dones de 18 o més anys hi havia 81,7 homes.
La renda mediana per habitatge era de 27.266 $ i la renda mediana per família de 37.000 $. Els homes tenien una renda mediana de 28.125 $ mentre que les dones 27.188 $. La renda per capita de la població era de 16.059 $. Entorn del 15,2% de les famílies i el 16,6% de la població estaven per davall del llindar de pobresa.

## Poblacions més properes
El següent diagrama mostra les poblacions més properes.